# Josef Bechyně

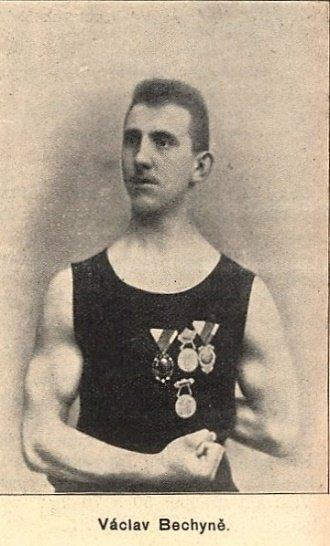
bratr Václav Bechyně

Josef Bechyně (13. dubna 1883 Praha – 1. srpna 1934) byl český těžký atlet, člen K. A. Žižka v Praze. Věnoval se vzpírání a zápasu řecko-římskému.

## Kariéra

### Vzpěrač
Svůj první český rekord překonal 7. července 1900, když ve vzpírání na výdrž nadhozením jednoručně (vpravo) vzepřel 50 kg 20krát.
12. září 1902 stanovil český rekord ve vzpírání v poloze mostní na 90 kg.
Dne 14. září 1903 ustanovil světový rekord, když v disciplíně vzpírání břemen v lehu nadhozením vzepřel váhu 190,2 kg. Tím překonal svůj vlastní rekord (dvakrát 185 kg) a rekord vzpěrače Koubka z klubu K. A. Meteor (jednou 187 kg).

### Zápasník
Zápasení se aktivně věnoval současně se vzpíráním od svých 18 let. Patřil k první generaci českých zápasníků. Na turnajích zápasil s Gustavem Frištenským nebo Josefem Šmejkalem. Po úspěších mezi amatéry přestoupil v roce 1904 mezi profesionály. Od roku 1906 zápasil opět mezi amatéry.
V dubnu 1908 uspěl na vylučovacím závodu ČAAU pro start na olympijských hrách v Londýně, když vyhrál hmotnostní kategorii nad 85 kg před Miroslavem Šusterou a na základě toho byl ČOV přihlášen do olympijského turnaje v lehké těžké váze do 93 kg. V červenci však s olympijskou výpravou do Londýna neodjel. Jak informoval předseda ČOV Jiří Stanislav Guth-Jarkovský, krátce před odjezdem musel čelit obvinění z pseudoamaterismu. Udání, že si za svá sportovní vystoupení nechá platit, podal přímo pořadateli londýnských olympijských her František Malý, předseda konkurenčního svazu ČAS. ČOV se nepodařilo jeho status amatéra obhájit, protože mezi léty 1904-05 skutečně jako profesionál vystupoval a MOV jeho pozdější reamaterizaci neakceptoval. Na olympijských hrách tak nemohl startovat, byl však řádně přihlášen a v oficiální publikaci z olympijských her je uvedeno jeho jméno.
V listopadu 1909 na mezinárodním turnaji ve Vídni o tituly amatérských mistrů světa v těžké atletice obsadil v zápase řecko-římském 3. místo ve váze nad 75 kg.
V březnu 1910 na mezinárodním turnaji v Budapešti o tituly amatérských mistrů Evropy v těžké atletice obsadil v zápase řecko-římském 3. místo ve váze nad 85 kg.
V roce 1927 v 44 letech začal v létě opět s aktivním tréninkem. V listopadu téhož roku nastoupil za Československo za zraněnou reprezentační jedničku Josefa Urbana k mezistátnímu utkání proti Estonsku. V těžké váze nad 82,5 kg prohrál oba své zápasy s Rudolfem Loo. Československo podlehlo doma Estonsku 9:15.

## Osobní život
Po ukončení zápasnické kariéry se živil podnikáním jako restauratér v Praze-Sedlci. Josefův bratr Václav Bechyně (*1881) ze stejného klubu, byl také vynikajícím těžkým atletem. Držitel rekordů Čech v jednoručním vzpírání 35 kg – vlevo 24x, vpravo 34x, soupažně 60 kg 34x (1900). Výška 179 cm, váha 76 kg. Josef Bechyně zemřel dne 1. srpna roku 1934.